# Only The Poets
Only The Poets is een Engelse band uit Reading, gevormd in 2017 en bestaat Tommy Longhurst, Andrew "Andy/Roo" Burge, Clem Cherry en Marcus Yates. 

## Carrière
Only The Poets bracht hun debuutsingle "Ceasefire" uit op 20 februari 2017. Daarna bracht de Zuid-Engelse band singles als "Emotional", "Dead Young" en "Stolen Bikes". Only The Poets was het voorprogramma van Coasts. In 2021 bracht de band hun debuut-ep "Speak Out" uit. Deze ep vroeg aandacht voor mentale gezondheid. 
In 2022 was Only The Poets het voorprogramma van Louis Tomlinson in het Europese gedeelte van zijn wereldtour. Daarnaast tourden ze zelf in de zomer en in de herfst. Hun kaartjes moesten betaalbaar zijn voor mensen met lagere inkomens. Hun tweede ep , "Our Time", verscheen ook in 2022. 
In januari 2023 maakte de band tijdens een fan-event in Berlijn bekend dat ze een contract hadden getekend met EMI Music. Hieropvolgend brachten ze hun eerste single met dit label, "Even Hell", uit. In datzelfde jaar was de Britse band het voorprogramma van Lewis Capaldi en Bastille. Ook tourden ze met hun eigen "Feels Like Home Tour" in Europa en deden ze hiervoor een afsluitende show in de Shepherds Bush Empire in Londen. In de zomer van 2023 traden ze op op verschillende Europese festivals, waaronder Pinkpop en Reading en Leeds Festivals. 
In september 2023 kondigde de band aan in 2024 opnieuw te gaan touren. De "One More Night Tour", gebaseerd op de hieropvolgende ep, was hun grootste tour tot op dat moment. Hiervoor traden ze onder andere op in TivoliVredenburg. De ep, "One More Night", bestaande uit 8 tracks, kwam uit op 31 mei 2024, waarvan de singles "One More Night", "Gone By Now", "I Don't Wanna Be Your Friend" en "All This Time" al eerder verschenen. 

## Discografie

### Demo albums
- Demos. (2021)

### Ep's
- Speak Out (2020)
- Our Time (2022)
- One More Night (2024)
- Better On The Internet (2024)

### Singles
- Ceasefire (2017)
- Emotional (2017)
- Dead Young (2018)
- Stolen Bikes (2019)
- You Can Do Magic (2019)
- Walking in the Dark (2020)
- Even Hell (2023)
- Jump! (2023)
- Crash (2023)
- Over & Over (2023)
- Looking At You (2023)
- Every God I Pray To (2023)
- One More Night (2024)